# Czortków Stary
Czortków Stary (ukr. Старий Чортків) – dawna wieś, obecnie część miasta Czortkowa na Ukrainie, w obwodzie tarnopolskim. Rozpościera się na południowy wschód od centrum miasta, nad Seretem.
W II RP Czortków Stary stanowiła gminę jednostkową przynależała do woj. tarnopolskiego i powiatu czortkowskiego; w 1921 roku liczba mieszkańców wynosiła 2619. 31 października 1929 część gminy Czortków Stary włączono do gminy Rosochacz.
1 kwietnia 1930 gminę Czortków Stary zniesiono, włączając ją do miasta Czortkowa.